# Anoectangium schimperi
Anoectangium schimperi är en bladmossart som beskrevs av Mitten 1887. Anoectangium schimperi ingår i släktet Anoectangium och familjen Pottiaceae. Inga underarter finns listade i Catalogue of Life.